# Cour suprême des États-Unis
Pour les autres articles nationaux ou selon les autres juridictions, voir Cour suprême.
Ne doit pas être confondu avec Cour suprême d'État des États-Unis.
La Cour suprême des États-Unis (en anglais : Supreme Court of the United States parfois abrégé en SCOTUS ou United States Supreme Court) est le sommet du pouvoir judiciaire aux États-Unis et le tribunal de dernier ressort. C'est l'article III de la Constitution des États-Unis qui institue une Cour suprême et autorise le Congrès à instituer des tribunaux inférieurs, ce qu'il a fait. Conformément à cet article constitutionnel, la Cour suprême est compétente sur tous les cas relevant de la Constitution ou des lois des États-Unis et des traités qu'ils ont conclus. 
Le nombre des membres de la Cour suprême est fixé par la loi et peut donc évoluer au fil du temps. Ce nombre est toutefois stable depuis 1869 : il s'élève à neuf membres, dont huit juges assesseurs (Associate Justices) et un président (Chief Justice).
La Cour siège à Washington, dans le bâtiment de la Cour suprême, non loin du Capitole où elle siégeait jusqu'en 1935, année d'achèvement de la construction de son propre bâtiment. Sa devise est « Equal Justice under Law » (« Égalité de justice devant la loi »).

## Pouvoirs

Sceau de la Cour suprême.

La Cour décide en première instance dans quelques rares cas : affaires impliquant un des États de l'Union, un État ou un diplomate étranger. Pour toutes les autres affaires, elle n'a aucun pouvoir. Dans tous les cas, ses jugements sont sans appel. Elle se cantonne généralement aux affaires les plus importantes, et notamment, à décider si les lois des États-Unis ou celles des différents États, sont conformes à la Constitution, dont elle est l'interprète ultime. En 1908, Charles Evans Hughes, à l'époque gouverneur de l'État de New York, aurait dit, au cours d'un discours officiel devant la chambre de commerce d'Elmira : « la Constitution est ce que la Cour suprême dit qu'elle est » (the Constitution is what the Supreme Court says it is). En cela, c'est aussi elle qui définit finalement les droits fondamentaux des citoyens, parfois de façon extensive, parfois de façon restrictive, et les protège effectivement.
Ce pouvoir de contrôle de constitutionnalité (judicial review), qui est l'essentiel de la puissance de la Cour suprême, n'est pas explicite dans la Constitution, et la Cour se l'est effectivement attribué en 1803 dans son arrêt Marbury v. Madison. Cette décision est souvent présentée comme une usurpation ; le président de l'époque, Thomas Jefferson a dit que cette décision faisait de la Constitution « un simple objet de cire dans les mains du pouvoir judiciaire ». Cependant, à la convention constitutionnelle de Philadelphie, où la Constitution a été rédigée, certains délégués considéraient ce pouvoir comme allant de soi. Il est aussi mentionné en 1789 par Alexander Hamilton dans le Fédéraliste, texte faisant largement autorité comme interprétation de la Constitution. Qu'on le considère comme initialement légitime ou usurpé, ce pouvoir, après deux cents ans d'exercice, n'est plus guère contesté aujourd'hui dans son principe. L'usage particulier que la Cour peut en faire en diverses occasions l'est en revanche beaucoup.
Le contrôle de constitutionnalité aux États-Unis est fait a posteriori, de façon concrète et diffuse. « A posteriori » signifie qu'il a lieu après que la loi a été promulguée. Il est concret, c'est-à-dire que la constitutionnalité d'une loi n'est examinée que dans le cadre d'une affaire particulière. Il est alors possible que la loi soit jugée totalement ou partiellement inconstitutionnelle, pour des raisons de légalité externe (elle a été adoptée par une autorité qui n'en avait pas le pouvoir, par exemple le Congrès légiférant dans un domaine réservé aux États) ou interne (son contenu contrevient aux dispositions de la Constitution, par exemple aux droits fondamentaux). La décision de la Cour s'applique aux parties à l'affaire jugée (inter partes) ; elle n'est pas censée abroger la loi. Cependant, elle constitue un précédent que les autres tribunaux doivent appliquer (voir règle du précédent) ce qui rend ipso facto la loi inapplicable. Enfin, le contrôle est diffus, ce qui signifie que tous les tribunaux, qu'ils soient fédéraux ou d'État, et pas seulement la Cour suprême, peuvent examiner la constitutionnalité d'une norme juridique. Pour une loi fédérale, il est probable que le jeu des appels fasse que la Cour suprême soit amenée à se prononcer, c'est moins souvent le cas pour des normes inférieures. Ce modèle de contrôle de constitutionnalité est parfois appelé modèle américain, en opposition à un modèle qu'on dit européen ou kelsenien du nom du juriste autrichien Hans Kelsen. Le modèle européen se caractérise avant tout par un contrôle centralisé, c'est-à-dire relevant de la compétence d'une seule cour constitutionnelle et non de tous les tribunaux. Dans la plupart des pays, le mode privilégié d'examen de constitutionnalité est la question préjudicielle : le juge ordinaire peut saisir le juge constitutionnel s'il a un doute sur la constitutionnalité d'une loi qu'il est amené à appliquer. Malgré son nom, le modèle n'est pas universel en Europe, où plusieurs pays utilisent le système américain de contrôle diffus. Le modèle de contrôle le plus opposé au modèle américain était probablement, avant l'intervention de la loi constitutionnelle du 23 juillet 2008, instituant la question prioritaire de constitutionnalité, le système français, dans lequel le Conseil constitutionnel exerçait un contrôle seulement a priori, abstrait et centralisé.

### Accusation de «gouvernement des juges»
On reproche souvent à la Cour son poids sur les institutions fédérales américaines. Dès ses premiers arrêts (Marbury v. Madison), la Cour a été un instrument permettant une lecture de la Constitution fédérale favorable aux pouvoirs de l'État fédéral et au détriment de ceux des États fédérés (jusqu'à un revirement de jurisprudence récent, United States v. Lopez).
L'accusation s'est surtout répandue lors de la lutte dans les années 1930 de Franklin Delano Roosevelt contre la jurisprudence traditionnelle de la Cour qui refusait l'application des mesures sociales que le président Roosevelt déclarait nécessaires à la sortie de la crise de 1929. En effet, la Cour suprême semblait s'opposer au New Deal, faisant notamment prévaloir la liberté contractuelle. La notion de « gouvernement des juges » est un concept issu de cette pratique généralisée par l'ouvrage du même nom d'Édouard Lambert. Le décès ou la démission de certains juges permit à Roosevelt de nommer des juges plus favorables à sa cause.

## Composition

### Juges

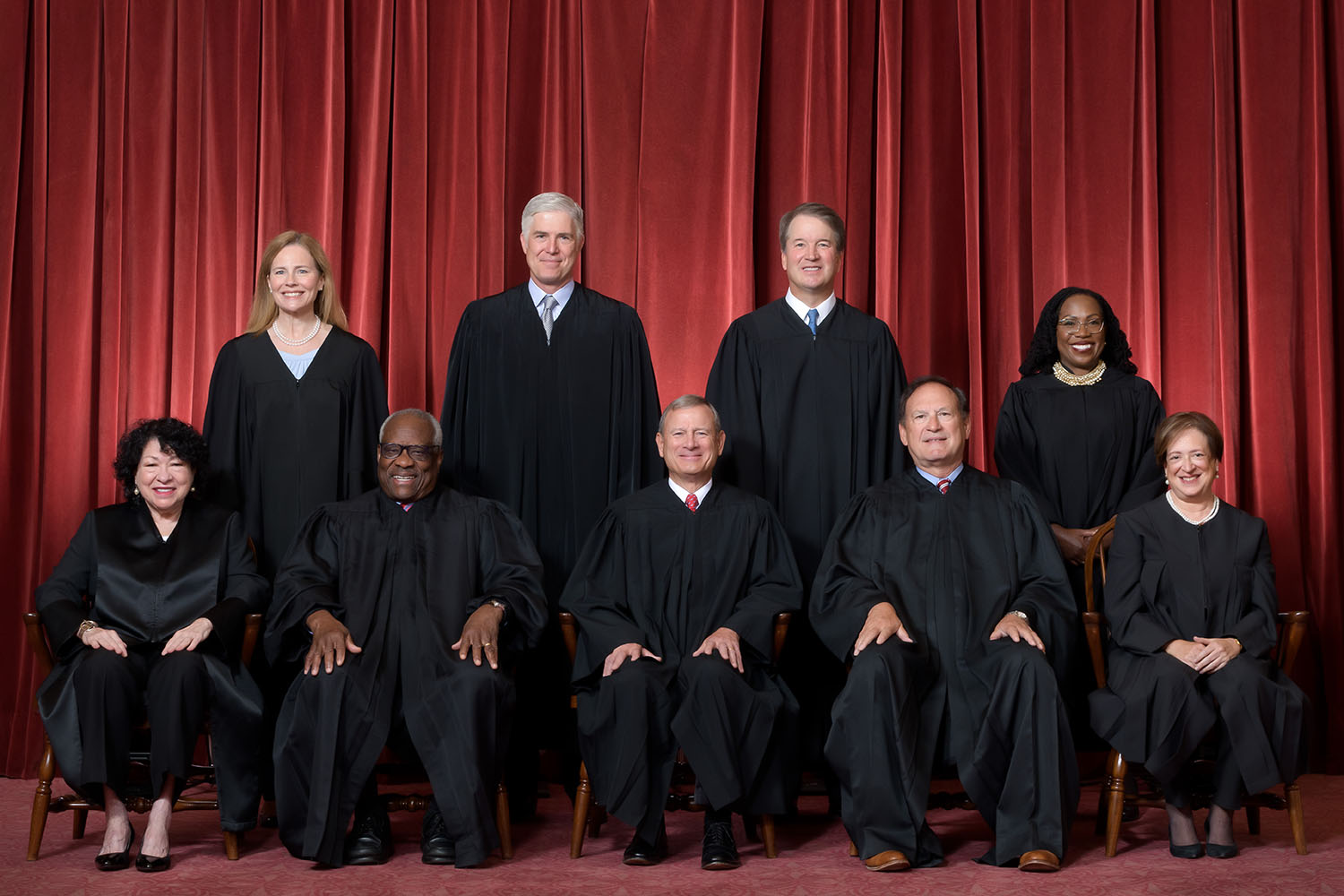
Les juges de la Cour suprême, depuis juin 2022. Assis de gauche à droite : Sonia Sotomayor, Clarence Thomas, John G. Roberts, Jr. (juge en chef), Samuel Alito et Elena Kagan. Debout de gauche à droite : Amy Coney Barrett, Neil Gorsuch, Brett Kavanaugh et Ketanji Brown Jackson.

Le Congrès fixe par la loi le nombre des juges siégeant à la Cour suprême : sept à l'origine, neuf depuis 1869, dont un président. Le président est appelé en anglais Chief Justice (juge en chef), les autres Associate Justice, ou simplement Justice.
L'ordre protocolaire place le président en premier et les autres juges suivent par ordre d'ancienneté à la Cour.
L'article III fixe leur mode de nomination et leurs privilèges, identiques à ceux des autres juges fédéraux : ils sont nommés à vie par le président des États-Unis, avec le consentement du Sénat à la majorité qualifiée des 3/5e (parfois l'approbation du Sénat peut être refusée, mais peu de candidats sont ainsi rejetés). Toutefois, en avril 2017, Mitch McConnell, leader de la majorité républicaine au Sénat, dénonçant le filibuster, fait voter l'abolition de la majorité qualifiée pour les nominations de juges à la Cour suprême, instaurant la majorité absolue. Cela permet la confirmation du juge Neil Gorsuch le 7 avril 2017 par 54 voix contre 45, alors que les démocrates souhaitaient faire échouer cette nomination.
Les juges occupent leur fonction aussi longtemps qu'ils le souhaitent et leur traitement ne peut être diminué pendant ce temps. La volonté d'un juge de se retirer dépend de sa santé mais aussi de la balance des pouvoirs à Washington,. Contrairement aux autres juges fédéraux, il n'y a aucun code éthique ou déontologique contraignant visant ceux de la Cour suprême.
Ils peuvent seulement être destitués après jugement par le Congrès selon la même procédure d'impeachment qui s'applique au Président des États-Unis, ce qui n'est jamais arrivé à aucun juge de la Cour suprême. L'impeachment a cependant été voté une fois par la Chambre des représentants, en 1804 à l'encontre du juge Samuel Chase, qui est ensuite acquitté par le Sénat.
La Constitution n'impose aucune contrainte quant à qui peut être nommé. Il s'agit généralement de juristes éminents. Souvent, ils ont plaidé comme avocat ou comme conseiller du gouvernement devant la Cour suprême, parfois pour des affaires importantes. On peut citer Louis Brandeis qui a plaidé Muller v. Oregon (en dépit de la liberté de contrat, les États peuvent réglementer les conditions de travail, tout au moins celles des femmes), ou Thurgood Marshall qui a plaidé Brown v. Board of Education (fin de la ségrégation raciale dans les écoles). Ils ont souvent occupé des fonctions importantes dans l'appareil judiciaire, comme juges fédéraux dans des cours inférieures, à la Cour suprême de leur État ou au département de la Justice. Ils ont généralement eu une activité politique militante, parfois éminente. William Howard Taft, ancien président des États-Unis, est nommé président de la Cour suprême en 1921 ; Earl Warren, ancien gouverneur de Californie, le devient en 1953. Charles Evans Hughes, juge à la Cour suprême de 1910 à 1916, l'a alors quittée pour être candidat à la présidence des États-Unis. Il y revient en 1930, comme président de la Cour.

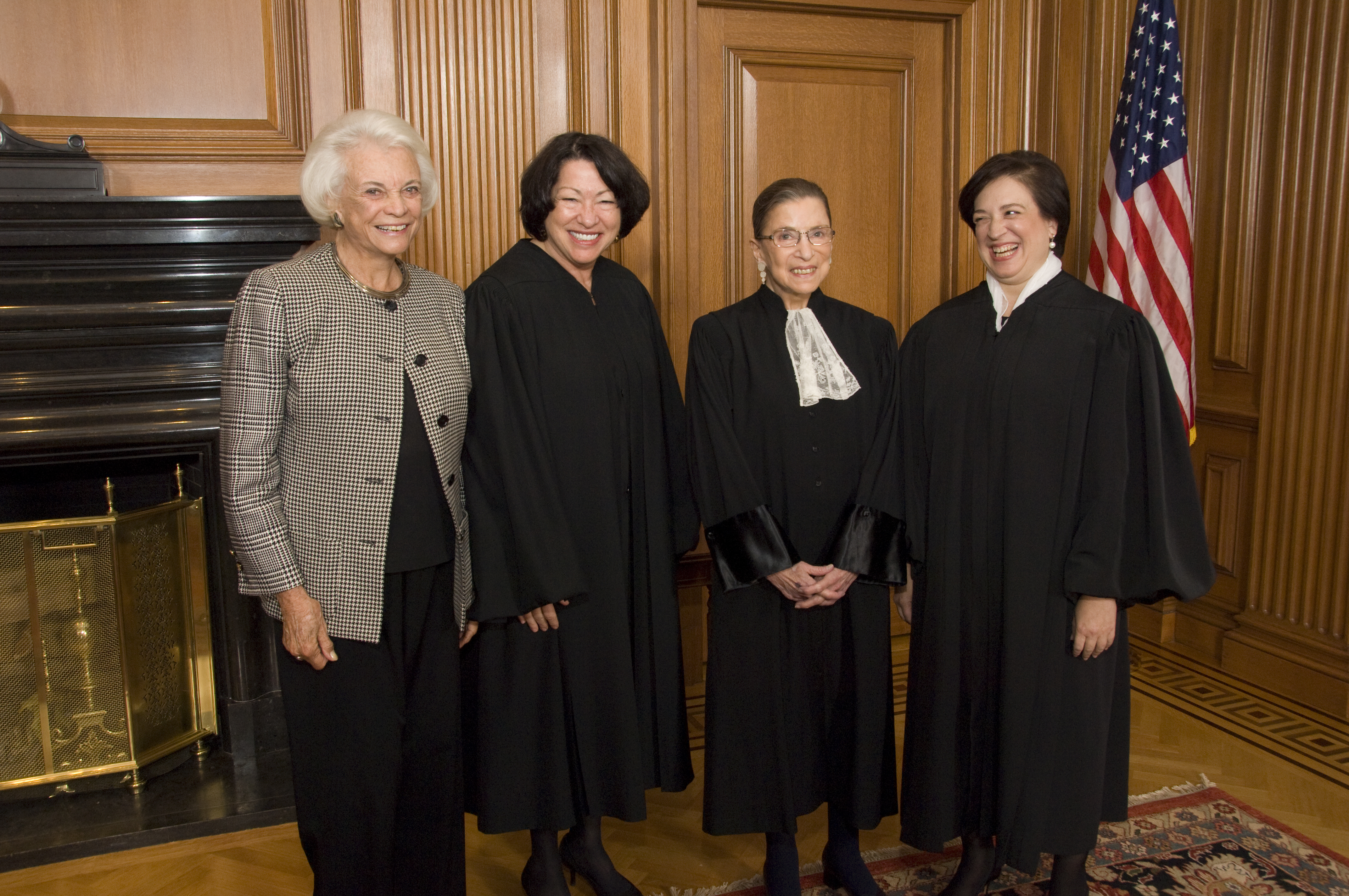
Les quatre premières femmes qui ont siégé à la Cour : (de gauche à droite) les juges Sandra O'Connor, Sonia Sotomayor, Ruth Ginsburg et Elena Kagan, le 1er octobre 2010.

Six femmes ont été nommées à la Cour suprême et quatre y siègent en 2020 : Sandra Day O'Connor de 1981 à 2006, Ruth Bader Ginsburg de 1993 à 2020, Sonia Sotomayor, en fonction depuis 2009, Elena Kagan depuis 2010, Amy Coney Barrett depuis 2020 et Ketanji Brown Jackson depuis 2022. Seuls deux juges Noirs ont été nommés : Thurgood Marshall, nommé en 1967 et Clarence Thomas qui lui a succédé en 1991 et siège encore. Les juges prennent généralement leur retraite à un âge avancé, si possible lorsqu’un président issu de leur parti occupe la Maison-Blanche. Ils peuvent ensuite continuer à officier dans les autres cours fédérales. Le très révéré juge Oliver Wendell Holmes Jr. n'a quitté la Cour, en 1932, qu'à la demande de ses collègues et à l'âge de 90 ans, après y avoir passé 30 ans. Plus récemment, John Paul Stevens a quitté la Cour au même âge, après y avoir passé 35 ans.
Les juges peuvent être saisis individuellement en urgence, afin d'ordonner des mesures conservatoires. À chaque juge est affecté un ou plusieurs des ressorts des cours d'appel fédérales, et c'est le juge responsable de la cour d'appel d'où provient l'affaire qui est compétent. Il peut choisir de soumettre la question à la Cour suprême au complet.

### Composition actuelle
Stephen Breyer annonce en janvier 2022 sa démission de la Cour à la fin du mois de juin 2022. Il est remplacé par Ketanji Brown Jackson, nommée par le président Joe Biden et confirmée par le Sénat le 7 avril.
| # | Fonction           | Nom                   | Âge | Nommé par         | Date de prise de fonction | Durée du mandat            |
| - | ------------------ | --------------------- | --- | ----------------- | ------------------------- | -------------------------- |
| 1 | Juge en chef (17e) | John G. Roberts, Jr.  | 70  | George W. Bush    | 29 septembre 2005         | 19 ans, 9 mois et 9 jours  |
| 2 | Juge assesseur     | Clarence Thomas       | 77  | George H. W. Bush | 23 octobre 1991           | 33 ans, 8 mois et 15 jours |
| 3 | Juge assesseur     | Samuel Alito          | 75  | George W. Bush    | 31 janvier 2006           | 19 ans, 5 mois et 7 jours  |
| 4 | Juge assesseur     | Sonia Sotomayor       | 71  | Barack Obama      | 6 août 2009               | 15 ans, 11 mois et 2 jours |
| 5 | Juge assesseur     | Elena Kagan           | 65  | Barack Obama      | 7 août 2010               | 14 ans, 11 mois et 1 jour  |
| 6 | Juge assesseur     | Neil Gorsuch          | 57  | Donald Trump      | 8 avril 2017              | 8 ans et 3 mois            |
| 7 | Juge assesseur     | Brett Kavanaugh       | 60  | Donald Trump      | 6 octobre 2018            | 6 ans, 9 mois et 2 jours   |
| 8 | Juge assesseur     | Amy Coney Barrett     | 53  | Donald Trump      | 27 octobre 2020           | 4 ans, 8 mois et 11 jours  |
| 9 | Juge assesseur     | Ketanji Brown Jackson | 54  | Joe Biden         | 30 juin 2022              | 3 ans et 8 jours           |

### Positionnement idéologique des juges
Le graphique ci-dessous illustre le positionnement idéologique des juges de la Cour suprême : les courbes situées en haut correspondent aux juges plus conservateurs, tandis que les courbes situées en bas correspondent aux juges plus progressistes (ou liberal selon l'expression américaine).

### Nomination des juges
Un juge de la Cour suprême ne pouvant être remplacé que s'il meurt ou démissionne, la nomination constitue un enjeu politique majeur. Ainsi, certains juges sont parfois invités à démissionner pour être remplacés par d'autres plus jeunes, afin d'assurer leur succession.
Ainsi, le refus de Ruth Bader Ginsburg de démissionner sous la présidence de Barack Obama, malgré son âge avancé et ses problèmes de santé, puis son décès sous la première présidence de Donald Trump, conduisent à son remplacement par une juge conservatrice. Rétrospectivement, la décision de Ruth Bader Ginsburg a permis aux conservateurs de bâtir une majorité large au sein de la Cour suprême.

## Procédure
Le Code des États-Unis, qui est voté par le Congrès, organise dans son titre 28 le système judiciaire fédéral, en complément de la Constitution. Il donne les grandes lignes du fonctionnement de la Cour suprême, notamment sa composition, neuf juges, six d'entre eux formant un quorum. Le code est complété par le règlement établi par la Cour elle-même (Rules of Court).
À quelques exceptions près, prévues par l'article III, la Cour a une compétence d'appel, provenant des Cours d'appel des circuits fédéraux et des Cours suprêmes des États. Elle l'exerce de façon discrétionnaire, acceptant ou refusant la délivrance d'un writ of certiorari, un mandat qui enjoint à la Cour ayant jugé précédemment l'affaire de lui transmettre le dossier. En pratique, guère plus de 1 % des demandes sont acceptées, soit chaque année un peu plus de 100 sur 7 000. La Cour précise dans son règlement (règle 10) sur quels critères elle accepte les appels : il faut que l'affaire contienne une question de droit importante portant sur la Constitution ou la loi des États-Unis (ce qu'on appelle une question fédérale) et que cette question n'ait pas encore été tranchée, ou que la cour inférieure ait décidé en contradiction avec la jurisprudence antérieure. La Cour sera aussi encline à pourvoir l'appel si plusieurs cours inférieures (fédérales ou dans les États) ont décidé la question de différentes façons. L'appelant souhaitant faire appel à la Cour suprême y dépose une demande écrite (petition for certiorari) pour lui demander de prendre l'affaire en appel. Il y résume l'affaire, la ou les questions fédérales en jeu, et ses arguments légaux à l'encontre de la décision de la cour inférieure.
L'affaire est acceptée si quatre juges votent en ce sens. Sinon, l'arrêt de la cour inférieure est confirmé. La cour inférieure est normalement une cour fédérale d'appel ou la cour de dernier ressort d'un État. Exceptionnellement, si l'urgence et l'intérêt public d'une affaire le justifient, la Cour peut accepter de statuer en appel tout après le premier stade des tribunaux fédéraux, la cour de district (district court), court-circuitant la cour d'appel. Enfin, les juges d'une cour d'appel peuvent, à l'occasion d'une affaire, demander à la Cour suprême de trancher une question fédérale en suspens. La Cour peut alors répondre à la question ou choisir de se saisir de toute l'affaire.
Une fois l'appel accepté, l'affaire est inscrite au rôle de la Cour (docket). La Cour fixe elle-même l'ordre des auditions. Les parties impliquées dans l'affaire remettent leurs arguments par écrit (brief). Une personne (en général morale, publique ou privée) non partie à l'affaire, mais intéressée par la question fédérale en jeu peut demander à soumettre également un brief, en tant qu'amicus curiae (ami de la cour) et éventuellement, à plaider. La Cour peut de son initiative solliciter des avis, souvent celui du Gouvernement Fédéral, représenté par le département de la Justice, ou de certains États, notamment quand la validité de leurs lois est en jeu. Après étude des arguments, les juges fixent la date de l'audience, en général limitée à une heure, au cours de laquelle les avocats des parties (et parfois, des amici curiae) présentent leurs arguments et répondent aux questions des juges.
Par la suite, les juges se réunissent à huis clos et après discussion de l'affaire, procèdent à un vote. S'il y a égalité, l'arrêt de la cour inférieure est confirmé, comme s'il n'y avait pas eu d'appel. Sinon, celui des juges ayant voté avec la majorité qui vient en premier dans l'ordre protocolaire (le président s'il a voté avec la majorité, sinon, le plus ancien des juges de la majorité) désigne, parmi les membres de la majorité, celui qui rédigera le jugement (opinion de la Cour, opinion of the Court).
Il arrive quelquefois que cette opinion ne soit pas signée. On parle alors d'opinion per curiam, par la Cour. L'opinion, qui rappelle l'affaire et détaille le raisonnement juridique conduisant au jugement, devient un précédent, qui lie ensuite tous les tribunaux américains (elle doit encore, avant publication, recueillir l'assentiment de la majorité de la Cour, sans quoi un nouveau juge est désigné pour la rédiger). Des juges en accord avec les conclusions, mais en désaccord avec le raisonnement juridique peuvent joindre une opinion concordante au résultat (concurring opinion (en)). Les juges en désaccord avec l'arrêt peuvent joindre une opinion dissidente (dissenting opinion). Les opinions concordantes et dissidentes n'ont aucune valeur contraignante pour les autres tribunaux.
Après publication, l'arrêt est cité sous une forme du type Miranda v. Arizona, 384 U.S. 436 (1966), où Miranda est l'appelant, et l'État de l'Arizona est l'intimé, c'est-à-dire que Miranda a formé un appel contre la décision d'un tribunal inférieur en faveur de l'Arizona. v. est l'abréviation de versus, mot latin pour contre. L'arrêt figure dans le volume 384 du recueil des arrêts de la Cour suprême, noté U.S., à partir de la page 436. Il a été rendu en 1966.
Les juges de la Cour suprême peuvent aussi être saisis individuellement pour des décisions à caractère provisoire, proche du référé en droit français : procédures d'habeas corpus, injonctions temporaires, sursis. À l'exception des sursis à exécution pour les affaires de peine capitale, il est exceptionnel que ces demandes soient acceptées par la Cour suprême, qui considère qu'elles doivent être présentées à des cours inférieures.

## Principaux éléments constitutifs de la jurisprudence
Dans le développement de sa jurisprudence, la Cour s'est notamment appuyée sur cinq grandes dispositions constitutionnelles.

« Aucun État ne pourra [...] promulguer [...] aucune loi rétroactive ou qui porterait atteinte aux obligations résultant de contrats.
Constitution des États-Unis, article I, section 10. »

La clause « des contrats » a été largement utilisée par le passé par la Cour. Conçue à l'origine pour garantir les droits de propriétaires terriens contre leurs débiteurs, elle a servi de fondement juridique pour s'opposer aux grandes lois d'interventionnisme économique du New Deal. Elle n'est plus que rarement invoquée aujourd'hui.

« Nul ne pourra [...] être privé de sa vie, de sa liberté ou de ses biens sans procédure légale régulière.
Constitution des États-Unis, Ve et XIVe amendements »

Le due process of law a fait l'objet d'un important contentieux. Énoncé dans le Ve amendement, pour la Fédération et dans le XIVe pour les États, il a été largement étendu et s'entend également pour tous les cas où l'individu se voit opposer une décision défavorable. Cette clause a permis à la Cour de doter les États-Unis d'une véritable procédure pénale, puisqu'elle s'applique non seulement aux actes administratifs et législatifs mais aussi aux décisions des divers tribunaux.

« Aucun État [...] ne refusera à quiconque relève de sa juridiction l'égale protection des lois
Constitution des États-Unis, XIVe amendement »

La clause de protection égale des lois, également inscrite dans le XIVe amendement, trouve son origine dans la volonté de la Fédération d'empêcher les États du sud de rétablir l'esclavage. Elle permet aujourd'hui d'empêcher les discriminations raciales ou politiques.
Le principe du respect des droits énumérés dans les amendements à la Constitution, principalement le Ier et le XIVe a permis à la cour d'étendre largement sa jurisprudence étant donné la variété des domaines qu'ils recouvrent. L'affaire du drapeau ou encore les questions sur l'avortement entrent ainsi dans le champ d'application du respect des droits.
La répartition des compétences entre Fédération et États fédérés a logiquement permis de dégager de nombreux principes. La Cour a ainsi considérablement étendu les pouvoirs de l'État fédéral au détriment des États durant de nombreuses décennies afin d'asseoir sa légitimité. Ses décisions sont maintenant plus nuancées.

## Bâtiment et police

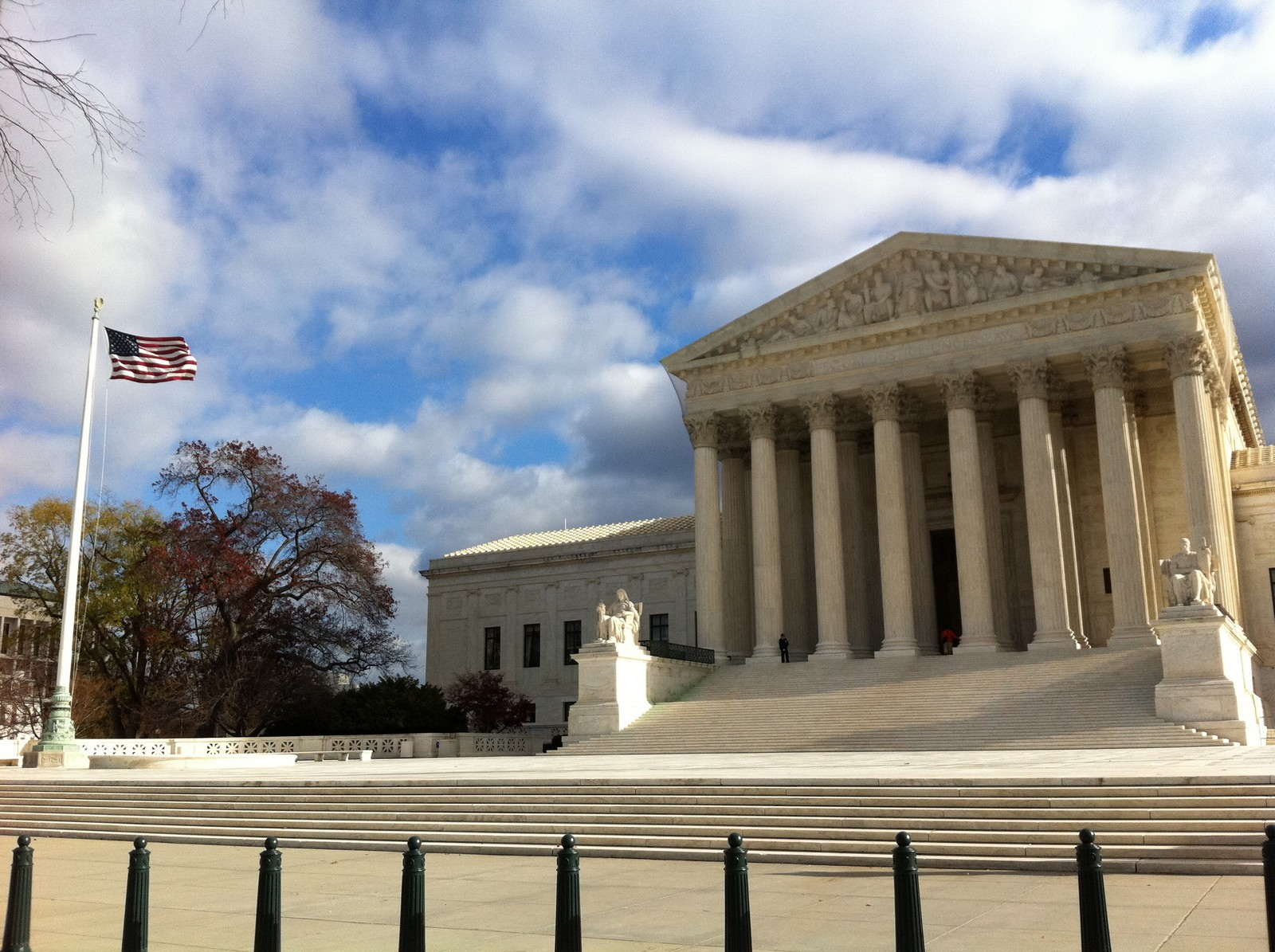
Le bâtiment de la Cour suprême.

La cour dispose depuis 1935 de son propre bâtiment, construit à cet effet, non loin du Capitole des États-Unis à Washington. Avant, la cour siégeait dans l'ancienne salle du Sénat dans le Capitole. En 1929, le président de la Cour (et ancien président des États-Unis) William Howard Taft obtint que la cour ait son propre bâtiment pour marquer une distance avec le Congrès comme branche indépendante du gouvernement fédéral. Depuis cette date, elle dispose également pour sa protection de sa propre police.

## Histoire
En 1789, la Constitution des États-Unis entre en vigueur. Le président George Washington nomme et le Sénat confirme les premiers juges. John Jay est le premier président de la Cour. L'année suivante, la Cour suprême siège pour la première fois, le 1er février, à New York. En 1793, l’arrêt Chisholm c. Géorgie marque la première décision importante de la Cour. Celle-ci se déclare compétente pour des affaires portées contre un État par des citoyens d'un autre État. Elle ordonne à la Géorgie de restituer des terres confisquées pendant la guerre à des partisans des Britanniques, citoyens de Caroline du Nord. En réaction, le XIe amendement est adopté (1795), qui lui retire ce pouvoir. En pratique la Cour le conservera en appel.

### Cour Marshall
En 1801, John Marshall est le quatrième président de la Cour. Nommé par le président John Adams dans les derniers jours de son mandat, c'est un des présidents les plus importants de la Cour et celui qui lui donne son autorité. En 1803, arrêt Marbury v. Madison. La Cour déclare pouvoir décider de la constitutionnalité des lois. L'année suivante, la Chambre des représentants vote l'impeachement du juge Chase, cas unique dans l'histoire des États-Unis, pour activité politique partisane. Il est acquitté par le Sénat.
En 1810, arrêt Fletcher v. Peck (en). Pour la première fois, la Cour déclare inconstitutionnelle une loi d'un État. En 1816, arrêt Martin v. Hunter's Leese. Les cours fédérales ont compétence pour connaître en appel des décisions des cours des États sur les questions portant sur la loi et la Constitution des États-Unis. En 1819, arrêt McCulloch v. Maryland (en). Doctrine des pouvoirs implicites (implied powers) : le gouvernement fédéral est libre des moyens qu'il emploie pour atteindre les buts qui lui sont assignés par la Constitution, avec les seules limites que la Constitution lui fixe. En l'espèce, il est libre de créer une banque. L'interprétation large ou étroite de ce pouvoir conduit, selon les époques, la Cour à favoriser un gouvernement fort ou faible. En 1824, l'arrêt Gibbons v. Ogden (en). Les États n'ont aucun pouvoir de contrôle et de limitation sur le commerce inter-États, qui est du ressort exclusif du Congrès. Plus encore que la doctrine des pouvoirs implicites, l'appréciation de l'étendue de la clause de commerce par la Cour limite ou étend les pouvoirs du Gouvernement Fédéral.
En 1831, arrêt Cherokee Nation v. Georgia. La Cour dit n'être pas compétente pour entendre une affaire portée devant elle par une nation indienne. En 1832, arrêt Worcester v. Georgia (en). Les droits des Indiens sur leurs terres ne sont pas contestables, ils sont protégés par le Gouvernement Fédéral et les États n'ont aucun droit sur eux. La décision est ignorée par le président Andrew Jackson, qui aurait dit : « John Marshall a fait cette loi, maintenant qu'il la fasse appliquer ». Finalement, entre 1838 et 1839, 17 000 Indiens Cherokee sont déportés de Géorgie vers l'actuel Oklahoma (la piste des larmes, trail of tears). 4 000 meurent en chemin. En 1833, arrêt Barron v. Baltimore (en). La Déclaration des droits (Bill of Rights, les dix premiers amendements, qui protègent les droits fondamentaux) ne concerne que le Gouvernement Fédéral et ne contraint pas les États. 1835 — Mort de John Marshall.

### Cour Taney
En 1837, Roger Taney est nommé cinquième président de la Cour par le président Jackson et difficilement confirmé par le Sénat, après plus d'un an. En 1837, arrêt Charles River Bridge v. Warren Bridge (en). Les contrats passés avec les États doivent être interprétés restrictivement, ils ne confèrent pas de droits implicites. En 1841, arrêt USA v. Amistad (en). Des Africains récemment capturés, en violation des lois internationales, ne sont pas des esclaves, ni, après s'être révoltés à bord d'un navire (espagnol), des pirates. Ils sont libres et doivent être ramenés en Afrique. En 1842, arrêt Prigg v. Pennsylvania (en) ; l'obligation de remettre les esclaves fugitifs à leur propriétaire (Article IV de la Constitution) incombe au Gouvernement Fédéral et non à l'État dans lequel ils ont fui (bien que l'article IV traite des États et non du gouvernement fédéral). Cette décision est en faveur des États du Sud mais ne fait que confirmer une pratique constante.
En 1857, arrêt Scott v. Sandford. Les Noirs ne sont pas et ne peuvent être citoyens des États-Unis, et ne peuvent donc agir en justice devant un tribunal fédéral. Le gouvernement fédéral ne peut pas interdire l'esclavage dans les territoires qu'il contrôle (les territoires de l'Ouest qui ne sont pas encore des États). De 1861 à 1865, la guerre de Sécession est déclarée. 1861, Taney, en tant que circuit judge, en appelle — vainement — au président Lincoln contre le refus de l'armée d'obéir à un ordre d'habeas corpus (ex parte Merryman). Roger Taney décède en 1864. Le président Lincoln nomme en remplacement Salmon P. Chase, abolitionniste notoire. En 1866, arrêt ex parte Milligan. Les tribunaux militaires ne peuvent juger des civils quand les tribunaux réguliers peuvent fonctionner.
En 1869, l'effectif de la Cour est porté à neuf juges. En 1869, arrêt Paul v. Virginia (en) ; les entreprises ne sont pas des personnes au sens du récent XIVe amendement, et ne bénéficient pas de sa protection. Salmon P. Chase décède en 1873. 1879, arrêt Strauder v. West Virginia (en) ; la loi de Virginie-Occidentale excluant les Noirs des jurys est une violation du XIVe amendement.

### Laissez-faire économique et ségrégation raciale
En 1883 — Dans plusieurs affaires, regroupées sous le nom de Civil Rights Cases (en), la Cour affirme que le Congrès ne peut interdire des discriminations raciales pratiquées par des personnes privées.
1886 — Arrêt Santa Clara County v. Southern Pacific Railways (en). Dans un revirement de sa jurisprudence, la Cour déclare que les sociétés (corporation) sont des personnes au sens du XIVe amendement et bénéficie de sa clause de due process : leur liberté et leurs propriétés bénéficient de strictes garanties légales contre l'action des États.
1893 - Arrêt Nix v. Heden. Au regard de la loi sur la taxation des légumes, « faut-il considérer la tomate comme un fruit, et adopter la définition botanique du terme, ou comme un légume, et adopter la définition utilisée dans le langage commun ? »
1896 — Arrêt Plessy v. Ferguson. Les États peuvent autoriser ou même imposer des mesures de ségrégations raciales, pourvu que les conditions offertes aux deux races soient égales (doctrine separate but equal).
1905 — Arrêt Lochner v. New York. La Cour introduit la doctrine du substantive due process dans les relations de travail. La loi de l'État de New York, fixant un salaire minimum et un horaire maximum (60 heures par semaine) pour les ouvriers des boulangeries, est une atteinte déraisonnable au droit des employeurs et des employés à contracter librement. Cet arrêt donne son nom à cette période de l'activité de la Cour, très favorable au monde des affaires (avec l'ensemble du système judiciaire) jusqu'à son ralliement au New Deal vers 1937-1938 : la période Lochner.

### Années 1930-1980
(juin 2017).
- 1939 - Installation dans un bâtiment indépendant (et non plus au Capitole) et protection par sa propre police
- 1940 - Arrêt Minersville School District v. Gobitis : autorise les écoles à rendre obligatoire le salut au drapeau et le serment d'allégeance (Pledge of Allegiance), malgré le premier amendement. Le cas impliquait des témoins de Jéhovah, et la cohésion nationale a été jugée, ainsi que l'obligation de saluer le drapeau, ont été jugés, en tant qu'objectifs séculaires, plus importants que la liberté de religion. L'arrêt a été renversé trois ans plus tard, dans West Virginia State Board of Education v. Barnette (en).
- 1943 — Arrêt West Virginia State Board of Education v. Barnette (en) (renverse l'arrêt de Minersville).

En 1953, Earl Warren devint juge en chef. Sa Cour se révèle très progressiste avec des avancées sociétales considérables.
- 1954 — Arrêt Brown v. Board of Education of Topeka - Déségrégation scolaire. Revirement de la jurisprudence "séparés mais égaux" de l'arrêt Plessy v. Ferguson.
- 1963 — Arrêt Gray v. Sanders (en).
- 1966 - Arrêt Miranda v. Arizona — Définit les droits de la personne arrêtée par les forces de police et notamment la présence d'un avocat. Renforcé en 2000 avec l'arrêt Dickerson v. USA (en).
- 1967 - Arrêt Katz v. United States (en) — La Cour étend la protection du IVe amendement « contre les perquisitions et saisies non motivées » aux usagers de cabine téléphonique, qui ne peuvent être placés sur écoutes sans mandat.
- 1967 — Arrêt Loving v. Virginia — À l'unanimité, la Cour juge que l'interdiction des mariages interraciaux est anticonstitutionnelle.
- 1967 — Arrêt Reitman v. Mulkey - La Cour soutient la position de la Cour suprême de Californie, ayant jugé qu'un amendement constitutionnel californien concernant l'usage du droit de propriété était discriminatoire.

En 1969, début de l'ère Warren Burger, considéré comme centriste, la Cour adopte des décisions fondamentales sur la présidence ou l'avortement, avec les caractéristiques de l'activisme juridique.
- 1972 — Arrêt Furman v. Georgia — La peine de mort constitue un châtiment "cruel et inhabituel". Elle est déclarée contraire aux VIIIe et XIVe amendements.
- 1973 — Arrêt Roe v. Wade — Les entraves légales à l'avortement sont contraires au XIVe amendement.
- 1973 — Arrêt Miller v. California - Réaffirme que l'obscénité n'est pas protégée par le Premier amendement de la constitution américaine.
- 1974 — Arrêt United States v. Richard Nixon (en) — Rendu dans le cadre du scandale du Watergate, décide que la définition des limites du « privilège de l'exécutif » est dévolue au juge et non au Président.
- 1975 — Arrêt Faretta v. California
- 1976 — Arrêt Buckley v. Valeo.
- 1976 — Arrêt Gregg v. Georgia. Renverse Furman v. Georgia.
- 1978 — Arrêt Regents of University of California v. Bakke (en).
- 1980 - Arrêt Diamond v. Chakrabarty : un OGM (en l'espèce, une bactérie) peut être brevetée.
- 1983 — Arrêt Immigration and Naturalization Service v. Chadha (en). Invalidation du "veto législatif".
- 1984 — Arrêt Chevron USA, Inc. contre Natural Resources Defense Council, Inc. ou « Chevron deference (en) » , décisif pour le droit administratif, il proclame que l'interprétation d'un texte trop ambigu revient aux agences fédérales et non au juge.
- 1985 - Arrêt Michigan v. Jackson concernant le droit au conseil défendu par le VIe amendement. Selon la décision majoritaire, écrite par le juge Stevens, la police n'a pas le droit d'interroger sans son avocat un suspect ; toute preuve ou témoignage obtenue de cette façon est invalidée. Décision renversée en 2009 dans Montejo v. Louisiana.

William Rehnquist succède au chief justice Burger. Rehnquist va se révéler nettement plus conservateur avec une remise en cause légère des précédents et une doctrine plus favorable aux États, le Nouveau fédéralisme (en). Ces principes sont portés par la nomination de juges associés conservateurs Antonin Scalia et Clarence Thomas qui appliquent grandement l'originalisme.
- 1989 — Arrêt DeShaney v. Winnebago County (en).
- 1989 — Arrêt Penry v. Lynaugh (en). — Autorise l'application de la peine de mort aux handicapés mentaux.
- 1989 — Arrêt Texas v. Johnson — « Affaire du Drapeau ». Les législations, fédérales ou fédérées, interdisant de porter atteinte au drapeau sont inconstitutionnelles en vertu du Ier amendement.

### Années 1990
- 1992 — Arrêt Lee v. Weisman (en).
- 1992 — Arrêt Planned Parenthood v. Casey (en). Confirmation de la jurisprudence Roe v. Wade, mais avec des aménagements.
- 1992 — Arrêt Freeman v. Pitts.
- 5 juin 1992 — Arrêt United States v. Alvarez-Machain (en): l'enlèvement à l'étranger d'un suspect n'empêche pas son procès aux États-Unis (voir Affaire Enrique Camarena).
- 1993 — Arrêt Shaw v. Reno (en). Inconstitutionnalité des découpages électoraux fondés sur des critères raciaux.
- 1995 — Arrêt United States v. Lopez. Interprétation de la « clause de commerce » favorable aux États, pour la première fois depuis 1937.
- 20 mai 1996 — Arrêt Romer v. Evans.

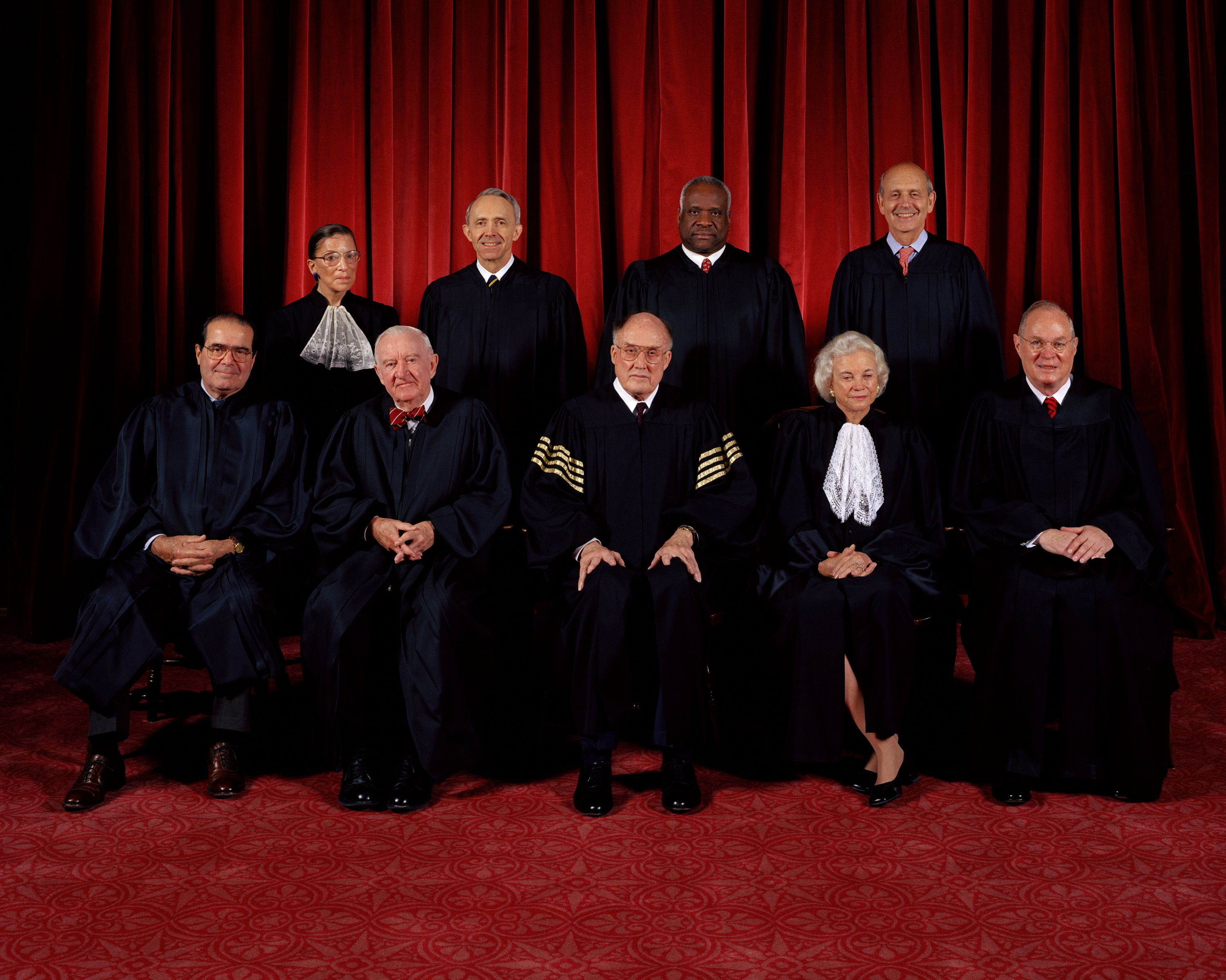
La Cour Rehnquist, inchangée de 1994 à 2005.

- 1996 — Arrêt Institut militaire de Virginie. La cour estime que la ségrégation par sexe est interdite au terme du XIVe amendement dans la mesure où elle ne donne pas de chances égales aux jeunes hommes et jeunes filles.
- 27 mai 1997 - Arrêt Clinton v. Jones (en). La Cour juge qu'un président en exercice (Bill Clinton) peut être assigné en justice au civil pour des faits commis avant sa prise de fonction et non reliés à cette dernière (en l'espèce, par Paula Jones).
- 1998 — Arrêt United States v. Scheffer (en). La cour déconseille l'utilisation du détecteur de mensonge dans un procès par manque de fiabilité comme preuve[10].

### Années 2000
12 décembre 2000 — Bush v. Gore, la cour suprême a un rôle complètement inédit car statue de facto sur le résultat de l'élection présidentielle à travers le décompte des voix de Floride, État déterminant pour assurer la victoire à George W. Bush ou Al Gore. La cour, par 7 juges contre 2, fit déclarer le recompte anticonstitutionnel et, par une majorité serrée de 5 juges contre 4, rajoute que le délai pour en effectuer un autre est épuisé, ce qui confirme l'élection de Bush. Cet arrêt divisa fortement les juristes et reste l'un des plus controversés de l'institution,.
En 2003 — arrêt Lawrence v. Texas, par 6 voix contre 3, la Cour juge que les lois anti-sodomie sont contraires à la Constitution. La même année, arrêt American Insurance Association v. Garamendi (en) (2003) ; la Cour considère que l'accord exécutif (sole executive agreement) passé entre le président Bill Clinton et le chancelier allemand Gerhard Schröder, mettant en place un fonds de compensation des victimes de l'Holocauste, invalidait le Holocaust Victim Insurance Relief Act promulgué par la Californie.
1er mars 2005 — Arrêt Roper v. Simmons. La Cour, par 5 voix contre 4, abolit la peine de mort pour les délinquants âgés de moins de 18 ans lors des faits.

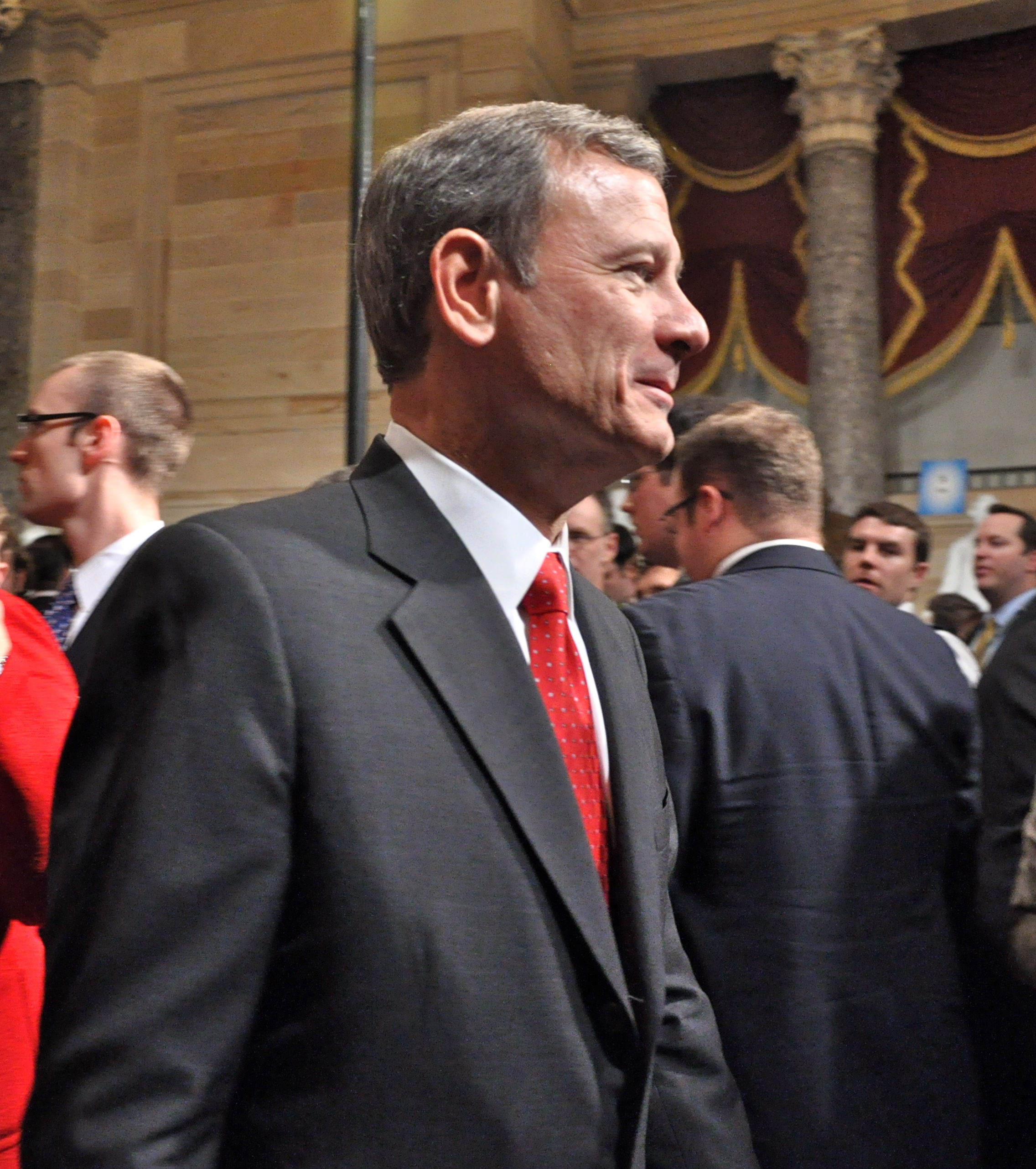
Le chief justice Roberts

John Roberts succède en septembre 2005 à la mort de Rehnquist. Si le juge en chef respecte souvent la règle du précédent, les juges associés conservateurs, rejoints par Samuel Alito et les trois juges nommés durant la présidence Trump, dont chacune des procédures fut l'objet de polémiques, n'hésitent pas à prendre des décisions qui renversent la jurisprudence des cours précédentes et qui alimentent la controverse appelant à réformer l'institution,,,,,,.
En 2006 — Hamdan v. Rumsfeld (en) ; la Cour a jugé que le Président George W. Bush avait abusé de son autorité en donnant son aval aux commissions militaires de Guantanamo car cela était en contravention des conventions de Genève ainsi que du droit américain. Cet arrêt marque le début des procédures judiciaires aux États-Unis liées aux détenus de Guantánamo qui se poursuivent sous la présidence Obama.
28 juin 2007 — Parents Involved in Community Schools v. Seattle School Dist. No. 1 (en). La Cour suprême restreint la discrimination positive à l'entrée des écoles publiques américaines, à cinq voix contre quatre. Elle refuse en particulier les procédures d'équilibre de la population estudiantine en termes « raciaux » à Seattle (pouvant aller, selon les cas, en faveur de Blancs ou de « non-Blancs »), en affirmant entre autres que ce district scolaire n'avait pas été assujetti à la ségrégation raciale. Le district scolaire de Seattle (en) utilise depuis des critères socio-économiques pour favoriser la mixité.
26 juin 2008 — District of Columbia v. Heller (en). La Cour par 5 voix contre 4 indique que le second amendement garanti le port des armes à feu pour l'autodéfense, et invalide les restrictions de Washington DC. 
1er avril 2009 — Entergy Corp. v. Riverkeeper, Inc. (en) ; la Cour juge, par 6 voix (Antonin Scalia, etc.) contre 3, que le Clean Water Act permet à l'Agence de protection de l'environnement (EPA) d'effectuer des analyses coût-bénéfices afin d'évaluer la nécessité de mettre en œuvre des technologies plus protectrices de l'environnement,. La juge à la Cour d'appel pour le 2e circuit, Sonia Sotomayor, nommée par Barack Obama pour devenir juge à la Cour suprême, s'était opposé à une décision similaire en 2007.
26 mai 2009 — Montejo v. Louisiana qui renverse Michigan v. Jackson (1986) à propos des interrogatoires de police.
8 juin 2009 — Caperton et al. v. A.T. Massey Coal Co., Inc. et al. (en): la Cour juge pour la première fois que le financement des campagnes électorales pour les juges des États fédérés peut conduire à des conflits d'intérêts,. La décision a été prise à 5 voix contre 4, le juge Kennedy ayant soutenu les libéraux John Stevens, David Souter, Ruth Ginsburg et Stephen Breyer.
8 juin 2009 — Iraq v. Beaty ; Iraq v. Simon: la Cour juge à l'unanimité que le gouvernement actuel de l'Irak bénéficie de l'immunité, dans les tribunaux américains, en ce qui concerne les actes perpétrés sous Saddam Hussein. Parmi les plaignants, Bob Simon, un correspondant de CBS News qui alléguait avoir été torturé par les autorités irakiennes lors de la guerre du Golfe,
18 juin 2009 — District Attorney's Office v. Osborne. La Cour juge, par 5 voix contre 4, que les personnes condamnées n'ont pas de droit constitutionnel à un test ADN.
25 juin 2009 — Safford Unified School District #1 et al. v. Redding,. La Cour juge que la fouille au corps d'une adolescente de 13 ans (forcée à se dénuder), par les responsables de son école, à Safford (Arizona), qui cherchaient des médicaments non autorisés dans l'école (en l'espèce, de l'ibuprofène, un anti-inflammatoire dont on soupçonnait la jeune fille d'approvisionner ses camarades) contrevenait au IVe amendement de la Constitution, prohibant les fouilles arbitraires. Le juge Clarence Thomas est le seul à avoir exprimé une opinion dissidente. De telles fouilles au corps sont prohibées par la plupart des règlements des États.
29 juin 2009 — Ricci v. DeStefano, concernant un cas de discrimination positive et l'interprétation du Civil Rights Act de 1964.

### Années 2010
21 janvier 2010 — Citizens United v. Federal Election Commission : l'un des arrêts les plus importants des dernières années concernant le Premier Amendement, qui concerne spécifiquement le financement des élections. Par 5 voix contre 4, la Cour a complètement renversé Austin v. Michigan Chamber of Commerce (en) (1990), qui restreignait la participation financière des entreprises aux élections à un budget spécifique, et a partiellement renversé McConnell v. Federal Election Commission (en) (2003), qui avait soutenu la constitutionnalité du Bipartisan Campaign Reform Act de 2002 régulant le financement des campagnes électorales. Cette décision a suscité les critiques du président Barack Obama lors de son discours sur l'état de l'Union, qui a appelé démocrates et républicains à voter une loi afin de la contrecarrer et d'empêcher notamment le financement de la vie électorale américaine par des entreprises étrangères.
31 mars 2010 — Padilla v. Kentucky (en) concernant le VIe amendement. La Cour oblige les avocats à avertir leur client étranger de la probabilité d'une expulsion en cas de plaider-coupable. Écrivant pour la majorité, le juge Stevens a en effet considéré que l'expulsion (deportation) constituait « une part intégrante - parfois la part la plus importante - de la condamnation qui peut être imposée à des non-citoyens plaidant coupable à certains crimes ». En d'autres termes, l'expulsion est considérée comme une peine.
2 mars 2011 — Snyder v. Phelps (en): la Cour décide, à 8 voix contre 1 (Samuel Alito) que le Ier amendement sur la liberté d'expression protège le droit de l'église conservatrice Westboro Baptist Church à organiser des manifestations contre l'homosexualité lors d'enterrements de soldats.
28 juin 2012 : la Cour valide, à 5 voix contre 4, la constitutionnalité de la loi Patient Protection and Affordable Care Act, et notamment la disposition obligeant tous les Américains à se doter d'une couverture maladie avant 2014, sous peine de devoir payer un impôt. La Cour suprême estime que l'Individual Mandate viole la Commerce clause, mais le requalifie en impôt, que le Congrès peut constitutionnellement lever. C'est la voix du juge Roberts qui est décisive.
- 2013 : Shelby County v. Holder, plusieurs dispositions du Voting Rights Act de 1965 sont invalidées. Les États dits de la section 5 ont plus de latitude pour le processus électoral.

26 juin 2015 — Obergefell v. Hodges : la Cour considère le mariage homosexuel comme un droit constitutionnel en vertu du 14e amendement de la Constitution des États-Unis. Cet arrêt a pour principal effet de rendre le mariage homosexuel légal dans l'ensemble des États-Unis.
27 juin 2016 — Whole Woman's Health v. Hellerstedt (en): par 5 voix contre 3, la Cour suprême réaffirme le droit à l'avortement.

### Années 2020
- 24 juin 2022 : Dobbs v. Jackson Women's Health Organization, la Cour suprême renverse l'arrêt Roe v. Wade, qui fait office de jurisprudence sur le droit à l'avortement des Américaines. L'abrogation de cet arrêt remet aux États fédéraux le droit de choisir si oui ou non l'interruption volontaire de grossesse est autorisée et dans quelles conditions[40]. Le jour même de la publication de l'arrêt officialisant la décision de la cour, plusieurs États annoncent interdire l'avortement ou durcir ses conditions d'accès, c'est notamment le cas du Missouri, de la Louisiane, du Dakota du Sud et du Kentucky[41].

Dobbs est très critiquée et plusieurs personnalités politiques appellent à réformer la Cour suprême, l'une des propositions étant d’accroître le nombre de juges. Les controverses se renforcent en 2023 à la suite de nombreux précédents renversés et à la crainte du manque d'éthique de certains juges. Les autres pistes de réformes comme un code de déontologie contraignant ou une limite de durée de mandat nécessitent d'ammender la Constitution,.
- 28 juin 2024 : Loper Bright Enterprises v. Raimondo, la Cour renverse la doctrine Chevron, mais l'arrêt n'est pas rétroactif.

- 2024 : Trump c. États-Unis, la Cour déclare qu'au nom de la séparation des pouvoirs, il existe une présomption d'immunité présidentielle pour les actes officiels.